# Les Greatest Hits
Les Greatest Hits (рус. Величайшие Хиты) — пятый альбом шведской поп-группы Army of Lovers. Вышедший в 1995 году, диск представлял собой компиляцию самых успешных песен группы из предыдущих, студийных альбомов, а также три новых композиции: Give My Life, Venus and Mars и Requiem. Был переиздан в 1996 году, во второе издание вошла новая композиция: King Midas.

## Об альбоме
Les Greatest Hits издавался дважды: для европейских стран (1995) и Великобритании (1996). Между обеими версиями существовало лишь одно различие: в британском издании трек Stand up for myself был заменён новой песней, King Midas, последним синглом группы, вышедшим летом 1996 года. King Midas был также включён в американское издание альбома и, наряду с Give My Life, имел огромный успех в танцевальных чартах США.
Les Greatest Hits был ознаменован изменением в составе Army of Lovers: на смену покинувшей коллектив Микаэле де ла Кур пришла первая солистка группы Ла Камилла.
Несмотря на компилятивный характер, Les Greatest Hits вернул группе былую популярность и высокие позиции в хит-парадах. К концу 2009 года насчитывалось свыше 4,1 миллионов проданных копий альбома по всему миру. Он стал самым продаваемым альбомом Army of Lovers в США за всю историю группы.

## Список композиций

### Европейское издание (1995)
1. Give My Life (3:53)
2. Venus And Mars (3:29)
3. My Army Of Lovers (3:31)
4. Ride The Bullet (3:28)
5. Supernatural (The 1991 Remix) (4:01)
6. Crucified (3:32)
7. Obsession (3:41)
8. Candyman Messiah (3:08)
9. Judgment Day (3:55)
10. Everytime You Lie (3:12)
11. Israelism (3:22)
12. La Plage De Saint Tropez (3:32)
13. I Am (3:55)
14. Lit De Parade (Radio Edit) (3:25)
15. Sexual Revolution (Latin Radio Edit) (3:57)
16. Life Is Fantastic (The 1995 Remix) (4:05)
17. Stand Up For Myself (The 1995 Remix) (3:59)
18. Requiem (4:31)

### Британское издание (1996)
1. Give My Life (3:53)
2. Venus And Mars (3:29)
3. My Army Of Lovers (3:31)
4. Ride The Bullet (3:28)
5. Supernatural (The 1991 Remix) (4:01)
6. Crucified (3:32)
7. Obsession (3:41)
8. Candyman Messiah (3:08)
9. Judgment Day (3:55)
10. Everytime You Lie (3:12)
11. Israelism (3:22)
12. La Plage De Saint Tropez (3:32)
13. I Am (3:55)
14. Lit De Parade (Radio Edit) (3:25)
15. Sexual Revolution (Latin Radio Edit) (3:57)
16. Life Is Fantastic (The 1995 Remix) (4:05)
17. King Midas (Radio Edit) (3:54)
18. Requiem (4:31)